# 2. bataljon (Slovensko domobranstvo)
2. bataljon je bil bataljon, ki je deloval v sestavi Slovenskega domobranstva med drugo svetovno vojno.

## Zgodovina
Bataljon je bil ustanovljen oktobra 1943 in decembra 1943 razpuščen. Odgovoren je bil za zavarovanje železniške proge Vič-Verd.

## Poveljstvo
Poveljniki
- stotnik Franc Pavlovčič